# 察察湖
48°10′18″N 44°39′15″E / 48.1717°N 44.6542°E
察察湖（俄语：Цаца），是俄羅斯的湖泊，位於該國西南部，由伏爾加格勒州負責管轄，長6.6公里、寬2公里，面積9.8平方公里，海拔高度3米，集水區面積595平方公里，最大水深6米。